# 회향
회향(茴香, 영어: fennel, Foeniculum vulgare)은 미나리과에 속하는 다년생 식물로서 회향속의 종이다. 잎에는 솜털이 나고 노란 꽃이 피며, 지중해 연안이 원산지이다. 하지만 로마 제국 시절 식민지 지역으로 퍼지면서 여러 곳으로 퍼졌고 강둑이나 해안가에서는 어디서나 잘 자생한다.
향기가 나며 맛이 좋은 약초로 알려져 있어 고급 요리에 걸맞은 식재료로 손꼽힌다. 의학적 효험도 좋은 재료로 불린다. 전구 모양과 흡사한 줄기도 쓴다.
신약성경에서 예수는 바리새인들을 질책하며 회향을 언급했다. (마태복음 23:23)

## 생김새

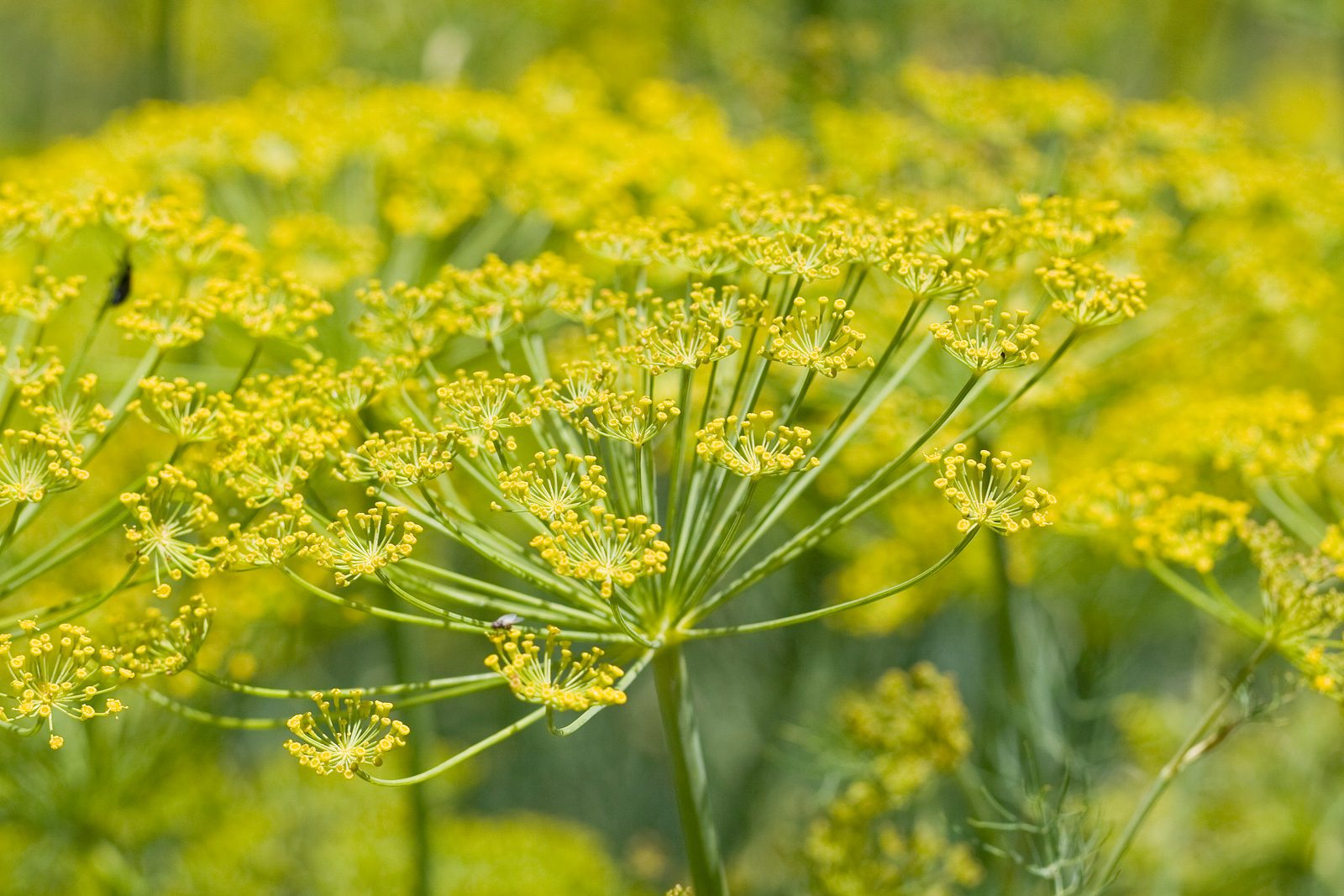
꽃봉오리

회향은 다년생 허브이다. 수직으로 곧게 자라며 연한 초록색을 띤다. 2.5m 정도로까지 자라며 줄기 속은 비어있다. 잎이 40cm 정도까지 자라서 큰 편이며 꽃은 줄기 끝에서 5-15cm로 자란다. 대개 먹는 것은 말린 씨앗이며 4-10cm 정도 길이이다.
회향은 식용이며 잎과 씨앗으로 장식까지 할 수 있기 때문에 세계 여러 나라에서 재배된다. 아니스 열매와 비슷한 맛이 나는데 이것은 아네톨이라는 화학물질이 있기 때문으로 아로마향과 비슷하다.
피렌체 회향(Florence fennel, Foeniculum vulgare)은 재배종으로서 잎이 더 평평하며 연근같이 생겼다. 피렌체 회향은 야생종과 더 흡사한 것으로 데치거나 생으로도 먹는다. 이태리어로는 finocchio라고 부른다.

## 조리

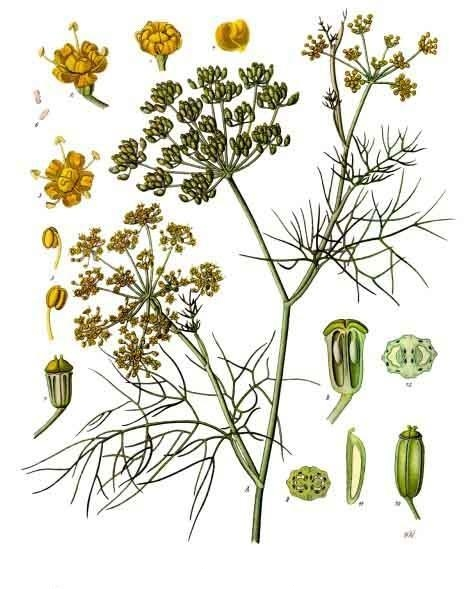

회향은 식재료로 오래전부터 쓰여왔으며 정력제로도 많이 쓰였다. 예로부터 아주 비싼 식재료로 꼽히기도 했다.
말린 회향은 약간 매운 맛이 나며 녹색이나 갈색을 띤다. 시일이 지나면서 회색으로 변하며 요리할 때에는 초록빛의 것이 가장 좋은 것이다. 잎으로 마지막에 맛을 돋울 수 있으며 뿌리 부분은 수프나 스튜뿐 아니라 굽거나 생으로도 먹을 수 있다.
회향은 이탈리아 요리에서 아주 많이 등장하는 재료이며 샐러드, 파스타, 리소토 등 주요 요리에는 꼭 등장한다. 이탈리아식 소시지나 미트볼을 만들 때도 많이 넣는다. 빵을 만들 때 반죽에 넣어서 향을 더하기도 한다.
달걀이나 생선 요리에는 말리거나 신선한 회향 잎을 첨가한다. 피렌체 회향은 독일, 이탈리아식 샐러드에서 꼭 등장하며 아보카도 등과 잘 어울린다.

## 효험

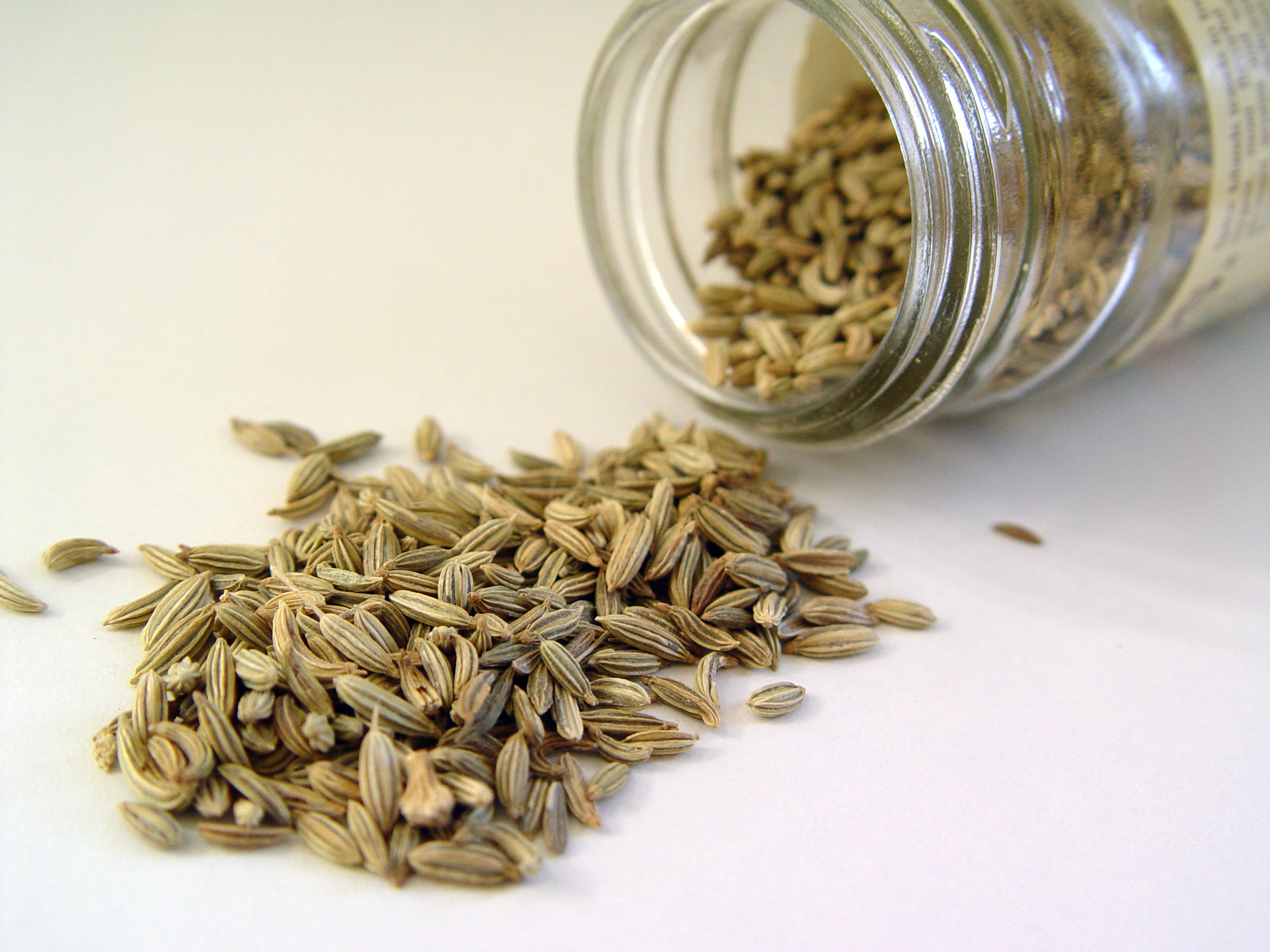
회향 씨앗

회향은 아네톨을 함유하고 있다. 중합체와 같은 물질이 있어 식물성 에스트로겐으로 작용한다. 약품을 먹을 때는 부작용을 누그러뜨리기 위한 좋은 재료이기도 하며 감초 가루의 한 재료로 쓰이기도 한다.
회향을 끓인 물에 설탕을 넣어서 시럽처럼 만들기도 하며 아기들에게 좋은 먹을거리가 될 수 있다. 특히 막 이가 나면서 치통에 시달릴 때 해당 증상을 돕는 데 효과가 있다. 회향차나 씨앗을 먹으면 신진대사가 촉진되고 소화불량이 해소될 수 있다.
회향차는 회향 씨앗 1숟갈을 첨가해서 끓이는 것으로 위장에 찬 가스를 배출하는 역할을 한다. 시럽으로 만들어 먹는 음료는 만성 기침에 효과가 있으며 조미료로도 쓸 수 있다. 벼룩이 싫어하는 식품의 하나로서 과육이나 채소 따위에 가루를 뿌려 주면 퇴치할 수 있다.

## 생산
| 캐나다         | 2,092,136 |
| 인도           | 1,620,000 |
| 미국           | 381,380   |
| 튀르키예       | 353,000   |
| 오스트레일리아 | 255,185   |
| 카자흐스탄     | 253,552   |
| 네팔           | 249,491   |
| 전 세계        | 6,333,352 |
| 출처: FAOSTAT  |           |